# Caesar salad
- Caesar salad: Salada César

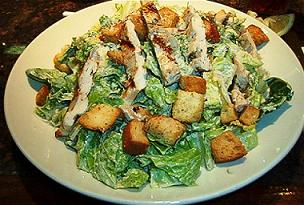
Caesar Salad com frango grelhado

Caesar salad, salada Caesar ou salada César é uma salada preparada com alface-romana e molho Caesar. Os temperos usados mais habitualmente para compor este molho são azeite de oliva, suco de limão, anchovas, queijo parmesão, molho inglês, sal, açúcar e pimenta-preta. A salada geralmente é servida com croutons e queijo parmesão fresco ralado. Atribui-se ao chef ítalo-americano Cesare Cardini, em Tijuana, no México, a sua criação. É muito apreciada nos Estados Unidos, de onde se espalhou pelo mundo.

## História
Existem muitas versões sobre a origem da Caesar salad. A mais conhecida é que a salada teria sido criada por um chef italiano radicado no México chamado Cesare Cardini. Cardini, cujo sobrenome está relacionado com a culinária do famoso Hotel Peñafiel de Tehuacán, Puebla (México) viajou a Bahia a um concurso gastronômico onde sua salada acabou sendo a premiada.
Outra versão é que foi criada em uma das cidades de Tijuana ou Ensenada (México) pelo chef Livio Santini de origem italiana no final da década de 1930, na cozinha do restaurante do Hotel Caesar's, propriedade de Cesare Cardini.
Conta-se que pilotos norte-americanos chegavam ao hotel e pediam uma simples salada. Na falta de tomates ou outros ingredientes típicos, o chef Santini seguiu uma velha receita familiar, do sul da Itália, que sua mãe os alimentava em tempos difíceis: uma salada romana, ovos, pequenos pedaços de pão fritos com azeite, queijo seco, azeite de oliva, umas gotas de molho inglês e suco de limão. A salada, tendo agradado aos pilotos, foi denominada inicialmente como "salada dos aviadores"; com o tempo, César Cardini registrou-a como sua criação e a divulgou.
De lá para cá a receita vem sendo modificada, podendo ser apreciada com frango, anchovas, pão frito, bacon, camarões e muitos outros ingredientes.